# Artavant
Artavant je bio perzijski namjesnik u Egiptu od 411. do 408. pr. Kr. U to vrijeme Perzijskim Carstvom vladao je Darije II., dok je satrapom Egipta od 428. pr. Kr. bio Arsam. Ipak, pisma na aramejskom jeziku pronađena na egipatskom otoku Elefantini na Nilu govore kako je Arsam tri godine boravio u Suzi zbog čega se pretpostavlja kako ga je Artavant privremeno zamijenio na mjestu egipatskog satrapa. Nakon samo godinu dana Artavantove vlasti u Egiptu izbijaju neredi, koji su kulminirali 404. pr. Kr. kada se Egipat pod vodstvom Amirteja II. u potpunosti osamostalio. Budući kako se ni Artavant ni Arsam nakon toga više ne spominju, njihova sudbina nije poznata.

## Poveznice
- Arsam (princ)
- Amirtej II.

| Prethodnik:                     | Privremeni satrap Egipta (411. - 408. pr. Kr.) | Nasljednik:                 |
| Arsam (cca 428. - 411. pr. Kr.) | Privremeni satrap Egipta (411. - 408. pr. Kr.) | Arsam (408. - 404. pr. Kr.) |

## Vanjske poveznice
- [neaktivna poveznica]
- John Boardman: The Cambridge ancient history, 4. svezak, str. 271.